# Listy Mahometa do władców państw
Listy Mahometa do władców państw (arab. ‏رسائل النبي محمد‎, pers. ‏نامه‌های محمد به سران کشورها‎) – według arabskiego historyka At-Tabariego, autora dzieła zatytułowanego Historie proroków i królów (arab. ‏تاريخ الطبري‎), Mahomet pod koniec szóstego roku hidżry i po zawarciu paktu z Hudajbija napisał listy do wielu sąsiednich władców, zapraszając ich do przejścia na islam. Badacze niemuzułmańscy często podważają tę tradycję.

## Adresaci
Wedle zwyczajowej historiografii islamskiej, Mahomet wysłał swoich posłańców z takimi listami aż do dziewięciu adresatów:
- Herakliusz (هرقل), cesarz wschodniorzymski
- Chosroes II (كسرى الثاني), szahinszach Persji
- Ashama ibn Abdżar (أصحمة النجاشي), negus Aksum
- Al-Mukaukas (المقوقس), zarządca Egiptu
- Harith Gassani (الحارث بن أبي شمر الغساني), zarządca Syrii
- Hauda bin Ali, zarządca Al-Jamamy
- Dżaifer, król Omanu i jego brat Abd al-Dżalandi
- Munzir ibn Sawa Al Tamimi (czyt. ibn Sała) (المنذر بن ساوى التميمي), władca Bahrajnu.

## List do Herakliusza
Treść oryginału: 

من محمد بن عبد الله إلى هرقل عظيم الروم: سلام على من اتبع الهدى، أما بعد فإنى أدعوك بدعوة الإسلام . أسلم تسلم ويؤتك الله أجرك مرتين ، فإن توليت فإن عليك إثم الأريسيِّين. و يا أهل الكتاب تعالوا إلى كلمة سواء بيننا وبينكم ألا نعبد إلا الله ،ولا نشرك به شيئا،ولا يتخذ بعضنا بعضا آربابا من دون الله فإن تولوا فقولوا اشهدوا بأنا مسلمون

 Przekład na polski: 

W imię Allaha Miłosiernego i Litościwego.
[Ten list jest] Od Mahometa, syna Abdullaha do Herakliusza, Wielkiego Rzymianina.
Błogosławieni są ci [albo niech pokój będzie z tymi], którzy podążają właściwą ścieżką. Zapraszam cię do ustanowienia pokoju (bądź poddania swojej woli Bogu), abyś mógł osiągnąć pokój, a Allah nagrodzi cię podwójnie. Jeśli go jednak odrzucisz, wówczas poniesiesz ciężar swoich grzechów za prześladowanie arian.
„O Ludy Księgi [czyli żydzi i chrześcijanie]! Przyjmijcie [albo dotrzyjcie do] słowa jednakowego dla was i dla nas, abyśmy nie czcili nikogo innego jak tylko Allaha, abyśmy nic ponadto nie dołączali jako obiekty czci oprócz Niego i aby nikt z nas nie brał sobie innych panów poza Allahem.” A jeśli oni się odwrócą, to powiedzcie: „Bądźcie świadkami, że my jesteśmy całkowicie poddani.”

 Odpowiedź Herakliusza miała być dyplomatyczna. W późniejszych latach Bizancjum było jedynym państwem na Bliskim Wschodzie, które przetrwało arabską inwazję.

## List do Ashamy ibn Abdżara
Negus (czyli król) Aksum około 615 przyjął pierwszych muzułmanów, prześladowanych w Arabii. Później przyjął ich drugi raz w latach 20. VI wieku. Jego kontakt w Mahometem wydaje się więc bardzo prawdopodobny.
Treść oryginału:

كتاب رسول الإسلام صلى الله عليه وسلم إلى النجاشي
بسم الله الرحمن الرحيم من محمد رسول الإسلام إلى النجاشى ملك الحبشة: سلام عليك إنى أحمد الله إليك ،الله الذي لا إله إلا هو الملك القدوس السلام المؤمن المهيمن، وأشهد أن عيسى بن مريم روح الله وكلمته ألقاها إلى مريم البتول الطيبة الحصينة، فحملت بعيسى فخلقه الله من روحه كما خلق آدم بيده، وإنى أدعوك وجنودك إلى الله عز وجل، وقد بلغت ونصحت فاقبلوا نصحى، والسلام على من اتبع الهدى

 Przekład na polski: 

W imię Allaha Miłosiernego i Litościwego.
Od Mahometa, Proroka Islamu, do Negusa, króla Etiopii [wówczas Aksum].
Pokój niech będzie z tobą. Dziękuję Allahowi za Ciebie. Nie ma Boga prócz Niego, Króla, Świętego i Obrońcy. Zaświadczam, że Jezus, syn Marii, jest duchem Allaha i Jego Słowem. Słowem, które tchnął On w wierną i czystą Marię, a z tego Słowa urodziła Ona Jezusa. Allah stworzył Go ze Swojego ducha i Swojego tchnienia, podobnie jak stworzył On Adama, używając Swojej Dłoni. Zapraszam ciebie i twoich żołnierzy do wiary w Allaha Wszechmogącego. Piszę do Ciebie i daję Ci moją radę, więc ją przyjmij. Pokój niech będzie z tymi, którzy podążają właściwą ścieżką.

Odpowiedź Ashamy ibn Abdżara: 

W imię Allaha Miłosiernego i Litościwego.
Od Negusa Aszama do Mahometa, Wysłannika Allaha. Pokój niech będzie z tobą, o Wysłanniku Allaha, oraz łaska i błogosławieństwo Allaha, poza którym nie ma żadnego innego Boga. Otrzymałem twój list, w którym wspomniałeś o Jezusie i na Pana niebios i ziemi, Jezus jest nikim więcej niż ty twierdzisz. Zdajemy sobie sprawę z tego, z czym zostałeś do nas posłany i podjęliśmy godnie twojego kuzyna [chodzi o posła obecnego w Aksum podczas małej hidżry, imieniem Dżafar ibn Abi Talib] i jego towarzyszy. Zaświadczam, że jesteś Wysłannikiem Allaha, prawdziwym i potwierdzającym [tych, którzy przybyli przed tobą]. Przysięgam ci wierność poprzez twojego kuzyna i poddaję siebie poprzez niego Panu światów.

Nawet jeśli negus korespondował z Mahometem, pomimo jednoznacznej tradycji islamskiej, jest mało prawdopodobne, aby władca Aksum przeszedł na islam, ponieważ nic nie wiadomo o tym, aby jego następcy wyznawali tą wiarę. Aksum, a później Cesarstwo Etiopii pozostało chrześcijańskim krajem.

## List do Munzira ibn Sawy Al Tamimiego
Treść oryginału: 

رساله رسول الله صلى الله عليه وسلم محمد للمنذر بن ساوي التميمى
بسم الله الرحمن الرحيم، من محمد رسول الله إلى المنذر بن ساوي، سلام عليك، فإني أحمد إليك الله الذي لا إله إلا هو، وأشهد أن لا إله إلا الله، وأن محمداً عبده ورسوله. أما بعد: فإني أذكرك الله عز وجل، فإنه من ينصح فإنما ينصح لنفسه، ومن يطع رسلي ويتبع أمرهم فقد أطاعني، ومن ينصح لهم فقد نصح لي، وإنّ رسلي قد أثنوا عليك خيراً، وإني قد شفعتُكَ في قومكَ، فاتركْ للمسلمين ما أسلموا عليه، وعفوتُ عن أهل الذنوب فاقبل منهم، وإنك مهما تصلح، فلن نعزلكَ عن عملك، ومن أقام على يهودية أو مجوسية فعليه الجزية

 Przekład na polski: 

W imię Boga Miłosiernego i Litościwego: Od Mahometa, Proroka Allaha do Munzira bin Sawy. Niech pokój będzie z Tobą! Chwalę Boga, który jest Jeden i nikt nie może być czczony poza nim. Daję dowód, że nie ma Boga prócz Allaha, a Mahomet jest Jego sługą i Prorokiem. Następnie przypominam ci o Allahu. Kto przyjmuje napomnienie, robi to dla własnego dobra. Kto poszedł drogą moich posłańców i działał zgodnie z ich wskazówkami, ten rzeczywiście podąża za mną i przyjął moją radę. Moi posłańcy wysoce chwalili Twoje zachowanie. Będziesz dalej sprawował swój urząd. Powinieneś pozostać mu [czyli urzędowi] wierny, oraz swojemu Prorokowi. Potwierdzam swoje zalecenie dotyczące mieszkańców Bahrajnu. Wybaczam przewinienia popełnione przez przestępców.
W związku z tym, możesz również przebaczyć tym spośród ludu Bahrajnu, którzy chcą trwać w wierze żydowskiej lub madżusi. Winni oni zapłacić dżizję. Pieczęć: Prorok Allaha, Mahomet

## List do Al-Mukaukasa
Jest dziś kwestią sporną wśród historyków, kim dokładnie był Al-Mukaukas. Pojawia się on jedynie w źródłach arabskich i jest w nich określony jako władca Egiptu, będącego wówczas pod panowaniem bizantyńskim. W latach 618-621 Egipt opanowali Persowie podczas wojny z Bizancjum. Mukaukas jest często utożsamiany z patriarchą Aleksandrii, Cyrusem, bądź niekiedy z sasanidzkim zarządcą Egiptu. Według At-Tabariego list miał być dostarczony w kwietniu, bądź maju 628 roku. Podobnie jak w przypadku pozostałych korespondencji, autentyczność listu do Mukaukasa jest podważana.

Tekst w oryginale: 

بسم الله الرحمن الرحيم, من محمد رسول الله إلى المقوقس عظيم القبط: سلام على من اتبع الهدى، أما بعد فإني أدعوك بدعوة الإسلام، أسلم تسلم يؤتك الله أجرك مرتين.  قُلْ يَا أَهْلَ الْكِتَابِ تَعَالَوْاْ إِلَى كَلَمَةٍ سَوَاء بَيْنَنَا وَبَيْنَكُمْ أَلاَّ نَعْبُدَ إِلاَّ اللّهَ وَلاَ نُشْرِكَ بِهِ شَيْئًا وَلاَ يَتَّخِذَ بَعْضُنَا بَعْضاً أَرْبَابًا مِّن دُونِ اللّهِ فَإِن تَوَلَّوْاْ فَقُولُواْ اشْهَدُواْ بِأَنَّا مُسْلِمُون

 Przekład na polski: 

List Proroka Mahometa do Mukaukasa
W imię Boga Rahmana [jedno z imion Allaha], Litościwego. Od Apostoła Allaha do Mukaukasa, zwierzchnika koptów. Niech pokój będzie z Tobą, który podążasz za wskazaniami. Wzywam cię do zaprowadzenia pokoju (lub poddanie swojej woli Allahowi), abyś osiągnął pokój. Allah wynagrodzi Cię dwukrotnie. Ale jeśli odmówisz, spadnie na ciebie wina Koptów. O wy spośród Ludu Księgi, przystąpcie z nami do sprawiedliwego porozumienia, bo nie powinniśmy służyć nikomu, prócz Allahowi, nic z nim nie wiązać i nie czcić innych panów, tylko Allaha. A jeśli Go odrzucicie, to później zaświadczycie, iż złożyliśmy naszą wolę Allahowi

 Odpowiedź Al-Mukaukasa: 

W Imię Allaha Miłosiernego i Litościwego.
Od Mukaukasa do Mahometa, syna Abdullaha.
Pokój niech będzie z Tobą. Przeczytałem twój list i zrozumiałem jego zawartość, oraz to, do czego nawołujesz. Wiem, że ma jeszcze nadejść Prorok, jednak wierzyłem, że urodzi się on w Syrii. Wysyłam ci w prezencie dwie służące pochodzące ze szlachetnych koptyjskich rodzin, ubrania i wierzchowca. Pokój niech będzie z tobą.

Mukaukas nie przyjął islamu, ale dwie niewolnice wspomniane w liście, Maria, oraz Sirin zostały przyjęte. Pierwsza z nich, Maria Koptyjka (مارية القبطية) miała urodzić Mahometowi syna o imieniu Ibrahim.

## List do Chosroesa II
List miał być przesłany za pośrednictwem sahaby Abdullaha ibn Hudhafaha as-Sahmiego.
Tłumaczenie:

بسم الله الرحمن الرحيم، من محمد رسول الله إلى كسرى عظيم فارس، سلام على من اتبع الهدى، وآمن بالله ورسوله، وشهد أن لا إله إلا الله وحده لا شريك له، وأن محمدا عبده ورسوله، وأدعوك بدعاية الله، فإني أنا رسول الله إلى الناس كافة، لينذر من كان حيا ويحق القول على الكافرين فأسلم تسلم، فإن أبيت فإن إثم المجوس عليك.

Przekład na polski: 

W Imię Allaha Miłosiernego i Litościwego.
Od Mahometa, Wysłannika Allaha, do Chosroesa, króla Persji.
Pokój niech będzie z tym, kto podąża za prawdziwym przewodnictwem, wierzy w Allaha i Jego Wysłannika, oraz zaświadcza, że nie ma Boga poza Jedynym Allahem, nie mającym towarzyszy, oraz że Mahomet jest Jego sługą i Wysłannikiem. Zapraszam cię do przyjęcia religii Allaha. Jestem Wysłannikiem Allaha posłanym do wszystkich ludzi, by wypełnić serce każdej żyjącej osoby bogobojnością i aby sprzeciwić się tym, którzy odrzucają Prawdę. Przyjmij islam jako swoją religię, abyś żył bezpiecznie, inaczej będziesz odpowiedzialny za wszelkie grzechy zoroastryzmu.

Król Chosroes miał się rozzłościć na Mahometa, za to, że imię nadawcy zostało zapisane przed jego własnym i porwać list. Następnie wydał polecenie swojemu zastępcy w Jemenie, by wysłał kilku kawalerzystów, aby aresztowali Mahometa w Hidżazie i przyprowadzili go do niego. Zarządca o imieniu Bazan wysłał do Medyny dwóch mężczyzn, aby wykonali rozkaz. Plany pojmania Mahometa nie powiodły się. Gdy Abdullah powiedział po powrocie, jaka była reakcja perskiego władcy, Mahomet poprzysiągł zniszczyć Chosroesa.

## List do Haritha Gassaniego
Harith bin Abi Shamir Al-Gassani był królem Damaszku, zarządcą Sham (czyli najprawdopodobniej Wielkiej Syrii, arabskim chrześcijaninem i należał do dynastii Ghassanidów. Miał odmówić przyjęcia islamu.
Treść oryginału:

كتب إليه النبي صلى الله عليه وسلم: بسم الله الرحمن الرحيم، من محمد رسول الله إلى الحارث بن أبي شمر، سلام على من اتبع الهدى، وآمن به وصدق، وإني أدعوك إلى أن تؤمن بالله وحده لا شريك له، يبقى لك ملكك

 
Przekład na polski: 

Od Mahometa, Wysłannika Allaha do Al-Haritha, syna Abi Shamira: Niech pozostanie w pokoju ten, który podąża za prawdziwymi wskazaniami, oraz wierzy w to i uznaje za prawdziwe. Zapraszam Cię do wiary w Jedynego Boga, bez towarzyszy [czyli innych bogów], a Twe królestwo pozostanie Twoje.

## List do Dżaifera i Abd al-Dżalandiego
W imię Allaha Miłosiernego i Litościwego.
Od Mahometa, syna Abdullaha do Dżaifera i Abd al-Dżalandiego.
Pokój z tymi, który podążają za moim przewodnictwem. Zapraszam was obu do Przesłania Islamu. Przyjmijcie islam. Allah wysłał mnie jako Proroka do wszystkich Swoich stworzeń, abym mógł zaszczepić strach przed Allahem w sercach Jego nieposłusznych stworzeń tak, aby nie było żadnego usprawiedliwienia dla tych, którzy odrzucają Allaha. Jeśli przyjmiecie islam, nadal będziecie rządzić swoim krajem. Jeśli jednak odmówicie, pamiętajcie, że wszystko co posiadacie jest nietrwałe. Moi jeźdźcy zagarną wasze ziemie, a moje proroctwo przewaźy wasz majestat.

Bracia byli niechętni propozycji zmiany religii, ale ostatecznie mieli przejść na islam wskutek muzułmańskich gróźb.

## List do Haudy bin Alego
Hauda bin Ali (czyli Hauda, syn Alego) rządził rejonem Arabii, zwanym Al-Jamama.
Przekład na polski:

W imię Allaha Miłosiernego i Litościwego.
Od Mahometa, Wysłannika Allaha, do Haudy bin Alego.
Pokój z tymi, kto podążają za przewodnictwem. Wiedz, że moja religia będzie dominować wszędzie. Powinieneś przyjąć islam, a to, co jest w twoim władaniu pozostanie twoje.

Odpowiedź Haudy bin Alego: 

Wiara do której mnie zapraszasz jest bardzo dobra. Jestem słynnym mówcą i poetą. Arabowie bardzo mnie szanują i cieszę się ich uznaniem. Jeśli pozwolisz mi być zarządcą, jestem gotowy za tobą podążać

## Fotografie listów

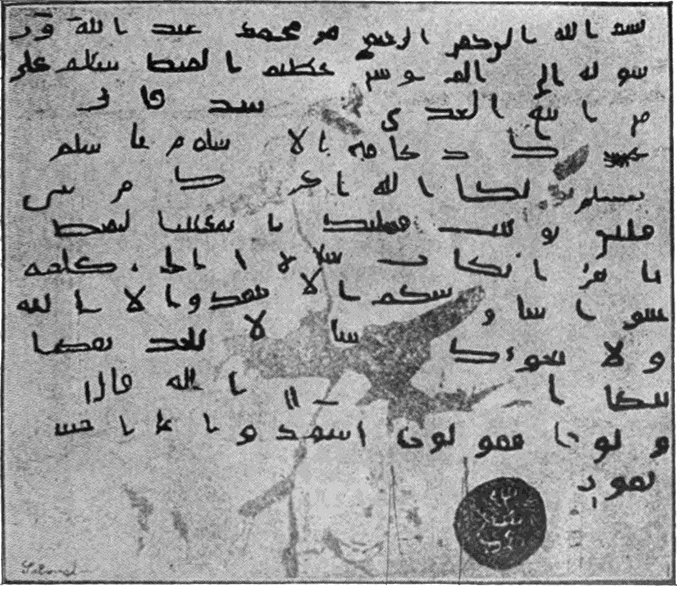
List do Mukaukasa
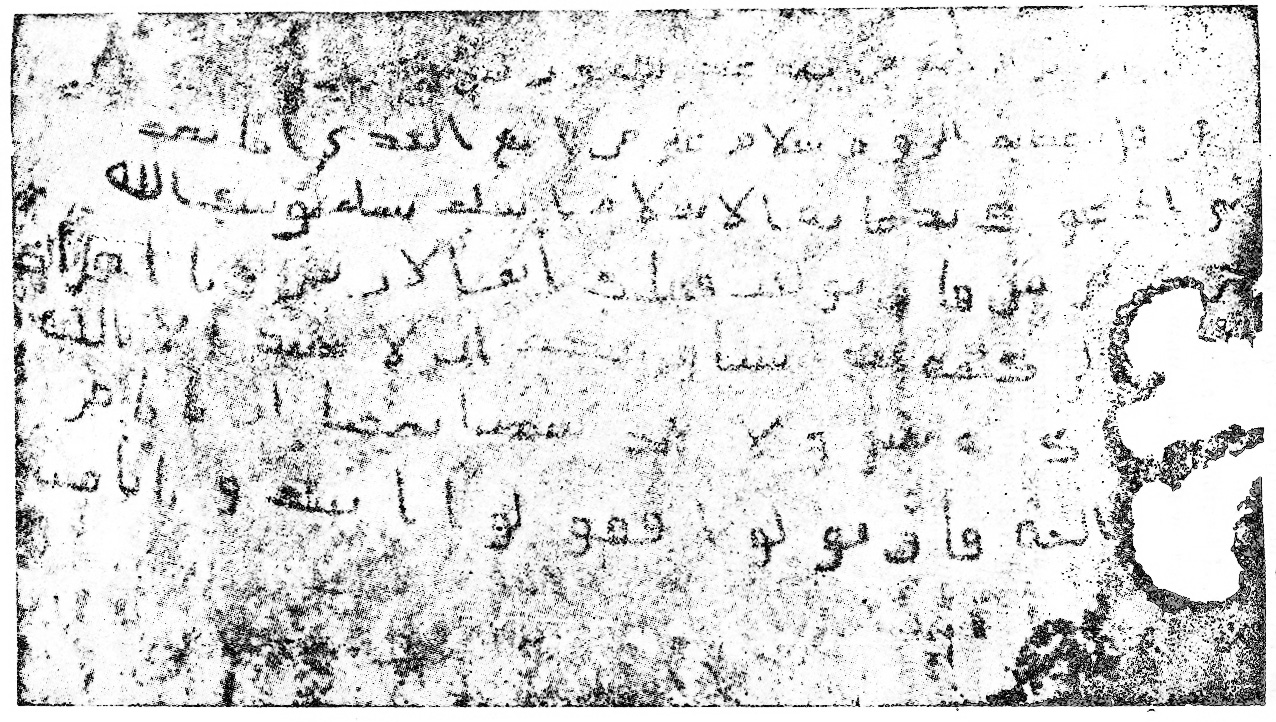
Rzekomy list wysłany przez Mahometa do Herakliusza, cesarza Bizancjum.
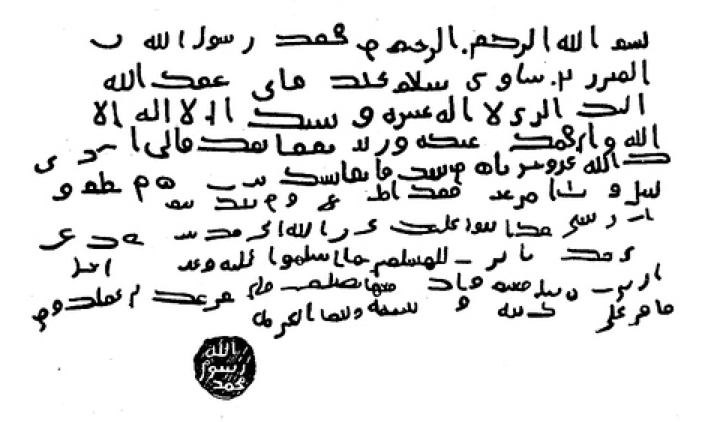
List Mahometa do Munzira ibn Sawy Al Tamimiego.
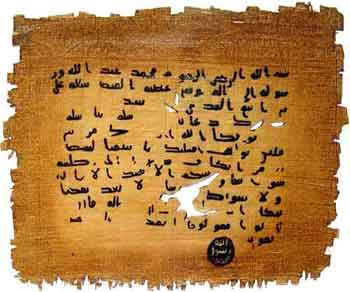
List Mahometa do Mukaukasa